# ال.او.آی. سی
LOIC یا Low Orbit Ion Cannon (به فارسی: توپ یونی مدار پایین) یک نرم‌افزار متن‌باز تست فشار بر شبکه و برنامهٔ حملهٔ انکار سرویس است. نسخهٔ اولیهٔ آن توسط Praetox Technologies ساخته شد. اما بعد یک نسخه با مالکیت عمومی از آن انتشار یافت و اکنون روی پلتفرم‌های متن‌باز مختلفی ارائه می‌شود. نام آن از روی یک سلاح پیشنهادشده توسط نیکولا تسلا برداشته شده‌است که برای از کار انداختن وسایل الکترونیکی در یک منطقهٔ وسیع کاربرد دارد.